# Industrieel Smalspoor Museum
| Industrieel Smalspoormuseum | Industrieel Smalspoormuseum |
| --------------------------- | --------------------------- |
|                             |                             |
| Streckenverlauf             |                             |
| Spurweite:                  | 900 mm (Schmalspur)         |
|                             |                             |

Das Industrieel Smalspoormuseum (ISM) ist ein Schmalspur-Werksbahn-Museum im Stadtteil Amsterdamscheveld des Dorfes Emmen-Erica in der niederländischen Provinz Drenthe. Es liegt in der Nähe des Dorfes Emmen-Weiteveen.
Das 1984 gegründete Museum befindet sich auf einem 6 ha großen Gelände am Dommerskanaal. In diesem Gebiet wurde bis 1983 Torf durch die Griendtsveen Turfstrooisel Maatschappij zu Torfstreu verarbeitet. Das Museum verfügt über eine Sammlung von Feldbahnlokomotiven, Wagen, Werkzeugen, Fotografien und anderen Ausstellungsstücken.
Auf den Schmalspurbahngleisen mit einer Spurweite von 900 mm werden Rundfahrten durchgeführt.
Die einzige verbliebene Torfstreufabrik in den Niederlanden befindet sich im ursprünglichen Zustand mit der zugehörigen Entladeanlage. Es gibt auch einen viergleisigen Schmalspurbahn-Lokschuppen aus dem Jahr 1910, der jahrelang als Werkstatt für das Museum diente. Sowohl die Torfstreufabrik als auch das Depot sind ein Nationaldenkmal.